# 蒂芬诺–杰米扬诺夫重排反应
Tiffeneau-Demjanov重排反应（Tiffeneau-Demjanov rearrangement，缩写TDR）
1-氨甲基环烷醇与亚硝酸反应，得到环上多一个碳的环酮。
此反应适用于制 C5～C9 环，尤其是 C5～C7 的环酮。反应底物可由相应的环酮与氰化氢加成后再还原得到，因此该反应是从低级环酮合成多一个碳的高级环酮的一种方法。
反应综述：

## 反应机理
氨基与亚硝酸作用发生重氮化，接着放出氮气，生成一级碳正离子，然后烃基迁移生成更加稳定的氧鎓离子，最后去质子化，得酮。

## 历史
- 1901年～1903年，俄国化学家 Nikolai Demyanov 发现氨甲基环烷烃在用亚硝酸处理时，可得扩环的环醇。此反应称为 Demjanov 重排。
- 1937年，Tiffeneau、Weill 和 Tchoubar 发现1-氨甲基环己醇用亚硝酸处理时，可很快重排为环庚酮。